# Transferfönstret i Elitserien i ishockey 2012/2013

Elitserien logo

## AIK

### Nyförvärv
- Alexander Hamberg från Almtuna IS
- Broc Little från Västerås Hockey
- Björn Melin från Lukko
- Daniel Larsson från HV71
- Andreas Frisk från Örebro HK
- Fredrik Hynning från Skellefteå AIK
- Daniel Josefsson från Malmö Redhawks
- Esa Pirnes från EV Zug
- Nicklas Jensen från Vancouver Canucks (lån)

### Nyförvärv under säsongen
- Kris Beech från HC Pardubice
- Kristian Huselius från Columbus Blue Jackets
- Nils Bäckström från Timrå IK

### Lämnar
- Johannes Salmonsson till Linköping HC
- Kent McDonell ej klart
- Eric Norin till Almtuna IS
- Markus Svensson till Skellefteå AIK
- Daniel Bång till Nashville Predators
- Richard Gynge till OHK Dynamo Moskva
- Henrik Nilsson till KRIF Hockey
- Robert Rosén till Växjö Lakers Hockey
- Viktor Fasth till Anaheim Ducks
- Mathias Franzén till IF Sundsvall Hockey
- Patric Gozzi till Wings HC Arlanda
- Fredrik Svensson till Luleå HF
- Daniel Rudslätt Slutar

### Lämnar under säsongen
- Christopher Aspeqvist till Södertälje SK (lån)
- Josh MacNevin till HC TPS
- Kristian Huselius Slutar
- Dick Tärnström Slutar
- Filip Windlert till HC Vita Hästen (lån)

## Brynäs IF

### Nyförvärv
- Sebastian Enterfeldt från Luleå HF
- Johan Harju från Luleå HF
- Andreas Thuresson från Connecticut Whale
- Calle Järnkrok från Detroit Red Wings (lån)
- Dennis Persson från Rochester Americans
- Emil Molin från Dallas Stars (lån)
- Robin Rahm Avstängd

### Nyförvärv under säsongen
- Cody Franson från Toronto Maple Leafs
- Fredrik Styrman från Skellefteå AIK
- Robin Jacobsson från Luleå HF

### Lämnar
- Andreas Dackell Slutar
- Joachim Rohdin till Timrå IK
- Jonathan Carlsson till Timrå IK
- Niklas Svedberg till Boston Bruins
- Niclas Andersén till Severstal Tjerepovets
- Emil Molin till Dallas Stars

### Lämnar under säsongen
- Lars Jonsson till Almtuna IS (lån)
- Cody Franson till Toronto Maple Leafs
- Emil Molin till Mora IK (lån)

## Frölunda HC

### Nyförvärv
- Doug Lynch från EC Red Bull Salzburg
- Július Hudáček från Södertälje SK
- Dick Axelsson från Modo Hockey
- Patrick Galbraith från Esbo Blues
- Fabian Brunnström från Grand Rapids Griffins

### Nyförvärv under säsongen
- Matt Duchene från Colorado Avalanche (Lockout)
- Viktor Stålberg från Chicago Blackhawks (Lockout)
- Brendan Bell från Free agent

### Lämnar
- Patrick von Gunten till Kloten Flyers
- Victor Backman till Västerås Hockey (lån)
- Mika Pyörälä till HC Amur Chabarovsk
- Fredrik Pettersson till HK Donbass
- Johan Sundström till New York Islanders
- Magnus Hellberg till Nashville Predators
- Frederik Andersen till Anaheim Ducks
- Linus Fernström till IK Oskarshamn (lån)

### Lämnar under säsongen
- Oliver Bohm till IK Oskarshamn (lån)
- Sebastian Collberg till Örebro HK (lån)
- Patrick Galbraith till IK Oskarshamn (lån)
- Viktor Stålberg till Atlant Mytisjtji
- Matt Duchene till HC Ambri-Piotta
- Sebastian Collberg till Mariestad BoIS HC (lån)
- Victor Backman till IK Oskarshamn (lån)
- Doug Lynch till EC Red Bull Salzburg

## Färjestad BK

### Nyförvärv
- Ole-Kristian Tollefsen  från Modo Hockey
- Jack Connolly från University of Minnesota Duluth
- Chris Lee från Adler Mannheim
- Alexander Salak från Rockford IceHogs
- Martin Røymark från Timrå IK
- Ville Lajunen från Metallurg Magnitogorsk

### Nyförvärv under säsongen
- Ari Vallin från HC Sparta Prag

### Lämnar
- Hannes Hyvönen ej klart
- Kristofer Berglund till Växjö Lakers Hockey
- Martin Ševc till HC Plzeň 1929
- Robin Sterner till Timrå IK
- Jonas Frögren till HK Dinamo Minsk
- Christopher Nihlstorp till Dallas Stars
- Peter Wennerström till Asplöven HC
- Jonas Brodin till Minnesota Wild
- Stefan Meyer till Schwenninger Wild Wings

### Lämnar under säsongen
- Johan Larsson till HPK
- Linus Fröberg till Malmö Redhawks (lån)
- Calle Andersson till Malmö Redhawks (lån)

## HV71

### Nyförvärv
- Elias Fälth från Luleå HF
- William Karlsson från Västerås Hockey
- Gustaf Wesslau från Djurgården Hockey
- Marcus Nilson från Djurgården Hockey
- Rhett Rakhshani från Bridgeport Sound Tigers
- Daniel Fernholm från HIFK Hockey

### Nyförvärv under säsongen
- Andreas Jämtin från Linköping HC
- Dan Spang från HPK
- Niclas Edman från IF Troja-Ljungby (lån)

### Lämnar
- Morten Ask ej klart
- Daniel Rahimi till Linköpings HC
- Daniel Grillfors till Linköpings HC
- Andreas Andersson till Linköpings HC
- Andreas Falk till Kölner Haie
- Daniel Larsson till AIK Hockey
- Noah Welch till Växjö Lakers Hockey
- Jukka Voutilainen till KalPa
- Jesse Joensuu till New York Islanders
- Johan Linnander till Borås HC
- Kamil Piroš till Avtomobilist Jekaterinburg

### Lämnar under säsongen
- Morten Ask till Vålerengens IF
- Jesper Williamsson till IF Troja-Ljungby (lån)
- Jesper Thörnberg till Södertälje SK (lån)
- Tommy Kristiansen till Sparta Warriors (lån)

## Linköping HC

### Nyförvärv
- Johannes Salmonsson från AIK Hockey
- Daniel Rahimi från HV71
- Simon Hjalmarsson från Luleå HF
- Eric Himelfarb från Rögle BK
- Mattias Weinhandl från SKA Sankt Petersburg
- Daniel Grillfors från HV71
- Andreas Andersson från HV71
- Jonas Almtorp från Djurgården Hockey

### Nyförvärv under säsongen
- Patrik Zackrisson från Atlant Mytisjtji
- Lee Goren från Pelicans
- Rastislav Pavlikovsky från Free agent

### Lämnar
- Mikael Håkanson ej klart
- Mark Hartigan ej klart
- Patrick Yetman till Örebro Hockey
- Kalle Olsson till Örebro Hockey
- Robin Persson till Timrå IK
- Michael Holmqvist till Djurgården Hockey
- Fredrik Norrena till Växjö Lakers Hockey
- Victor Öhman till IK Oskarshamn (lån)
- Axel Brage till Malmö Redhawks (lån)
- Klas Dahlbeck till Chicago Blackhawks
- Pontus Petterström till Skellefteå AIK
- Bobbo Pettersson till Örebro Hockey (lån)
- Jan Hlavac till HC Rabat Kladno
- Jaroslav Hlinka till HC Sparta Prag
- Erik Andersson till Skellefteå AIK (lån)

### Lämnar under säsongen
- Ivan Majeský till HC Rabat Kladno
- Christopher Fish till Örebro HK (lån)
- Jonatan Nielsen till Södertälje SK (lån)
- Andreas Jämtin till HV71
- Sebastian Ottosson till IF Troja-Ljungby (lån)

## Luleå HF

### Nyförvärv
- Robin Jacobsson från Tingsryds AIF
- Anton Hedman från Modo Hockey
- Jens Jakobs från Mora Hockey
- Linus Persson från Bofors IK
- Niklas Fogström från Mora Hockey
- Linus Klasen från Malmö Redhawks
- Kim Hirschovits från Torpedo Nizjnij Novgorod
- Pavel Skrbek från JYP
- Fredrik Svensson från AIK Hockey
- Karl Fabricius från HC Lev Poprad

### Nyförvärv under säsongen
- Mika Pyörälä från HC Amur Chabarovsk

### Lämnar
- Michael Haga till Sparta Warriors
- Elias Fälth till HV71
- Mattias Persson till Malmö Redhawks
- Simon Hjalmarsson till Linköpings HC
- Kim Karlsson till Tingsryds AIF
- Sebastian Enterfeldt till Brynäs IF
- Johan Harju till Brynäs IF
- Joel Lassinantti till Almtuna IS (lån)
- Konstantin Komarek till EC Salzburg
- Sebastian Meijer till Malmö Redhawks
- Ville Viitaluoma till HPK
- Topi Jaakola till HC Amur Chabarovsk

### Lämnar under säsongen
- Dean Kukan till Asplöven HC (lån)
- Daniel Mannberg till Asplöven HC (lån)
- Dean Kukan till Tingsryds AIF (lån)
- Jonas Berglund till Asplöven HC (lån)
- Johan Porsberger till Asplöven HC (lån)
- Robin Jacobsson till Brynäs IF
- Kim Hirschovits till HK Dinamo Minsk

## Modo Hockey

### Nyförvärv
- Oscar Alsenfelt från Växjö Lakers Hockey
- Peter Öberg från Västerås Hockey
- Mario Kempe från Djurgården Hockey
- Nichlas Torp från Timrå IK
- Bernhard Starkbaum från Villacher SV
- Richie Regehr från Eisbären Berlin
- Ladislav Nagy från HK Dinamo Minsk
- Samuel Påhlsson från Vancouver Canucks
- Dave Spina från Iserlohn Roosters
- Kyle Cumiskey från Syracuse Crunch
- Richard Stehlik från Atlant Mytisjtji
- Marcel Müller från Toronto Marlies
- Tomáš Marcinko från Bridgeport Sound Tigers

### Nyförvärv under säsongen
- Alexander Steen från St. Louis Blues (Lockout)
- Mikko Kousa från Torpedo Nizjnij Novgorod

### Lämnar
- Brett Skinner ej klart
- Anton Hedman till Luleå HF
- Ole-Kristian Tollefsen till Färjestad BK
- Fredric Andersson till Södertälje SK
- Patrick Cedergren till Mora IK
- Anton Forsberg till Södertälje SK (lån)
- Nicklas Danielsson till SC Bern
- Mikael Tellqvist till Dinamo Riga
- Rob Schremp till Dinamo Riga
- Jesper Olofsson till Odense Bulldogs
- Dick Axelsson till Frölunda HC
- Thomas Pöck till Colorado Avalanche
- Freddy Meyer Slutar
- Petr Kalus till HC Fassa
- John Westin till Asplöven HC (lån)

### Lämnar under säsongen
- Tomáš Marcinko till HC Košice
- Janos Hari till Asplöven HC (lån)
- Richard Stehlik till HC Vítkovice Steel
- Alexander Steen till St. Louis Blues
- Janos Hari till Djurgården Hockey (lån)
- Oscar Alsenfelt till Leksands IF (lån)

## Rögle BK

### Nyförvärv
- Alexander Barta från Malmö Redhawks
- Mathias Tjärnqvist från Djurgården Hockey
- Martin Gerber från Växjö Lakers Hockey
- Thomas Spelling från Herning Blue Fox
- Martin Štrbák från HC Lev Poprad
- Fredrik Warg från Dinamo Riga
- Mike Iggulden från Växjö Lakers Hockey
- Lasse Kukkonen från Metallurg Magnitogorsk
- Tom Preissing från EHC Biel

### Nyförvärv under säsongen
- Juhamatti Aaltonen från Metallurg Magnitogorsk
- Richard Lintner från HC Dukla Trenčín
- Ziga Pavlin från IF Troja-Ljungby

### Lämnar
- Sean Curry ej klart
- Eric Himelfarb till Linköpings HC
- Alexander Johansson till Växjö Lakers Hockey
- Joel Gistedt till Bofors IK
- Simon Olsson till Örebro Hockey
- Alexander Bergström till Malmö Redhawks
- Daniel Glimmenvall ej klart
- Hampus Lindholm till Anaheim Ducks
- Jonathan Zaar till Helsingborgs HC

### Lämnar under säsongen
- Andrée Brendheden till Karlskrona HK (lån)
- Nils Bergström till Karlskrona HK (lån)
- Martin Štrbák ej klart
- Tom Preissing ej klart
- Daniel Zaar till BIK Karlskoga (lån)

## Skellefteå AIK

### Nyförvärv
- Markus Svensson från AIK Hockey
- Pontus Petterström från Linköpings HC
- Ryan Vesce från Torpedo Nizjnij Novgorod
- Erik Andersson från Linköpings HC (lån)

### Nyförvärv under säsongen
- Martin Ševc från HC Plzeň 1929

### Lämnar
- Andreas Hadelöv ej klart
- Fredrik Hynning till AIK Hockey
- Marcus Sörensen till Djurgården Hockey
- Christian Söderström till Timrå IK
- Lee Goren till Linköping HC
- Hannu Pikkarainen till HC TPS
- Anders Söderberg Slutar

### Lämnar under säsongen
- Sebastian Selin till Piteå HC (lån)
- Fredrik Styrman till Brynäs IF
- Ryan Vesce till Esbo Blues
- Rasmus Edström till Timrå IK (lån)

## Timrå IK

### Nyförvärv
- Robin Persson från Linköpings HC
- Nils Bäckström från Ilves
- Robin Sterner från Färjestad BK
- Joachim Rohdin från Brynäs IF
- Jonathan Carlsson från Brynäs IF
- Daniel Bellissimo från Bofors IK
- Christian Söderström från Skellefteå AIK
- Sebastian Erixon från Syracuse Crunch
- Niklas Nordgren från Kloten Flyers

### Nyförvärv under säsongen
- Richard Demén-Willaume från Tingsryds AIF
- Matt Murley från Free agent
- Rasmus Edström från Skellefteå AIK (lån)
- Radek Smoleňák från Torpedo Nizjnij Novgorod

### Lämnar
- Nichlas Torp till Modo Hockey
- Antti Halonen till KalPa
- Stefan Ridderwall till Örebro Hockey
- Fredrik Bremberg till Djurgården Hockey
- Johan Motin till Örebro Hockey
- Johan Andersson till Södertälje SK
- Timo Pärssinen till Pelicans
- Matt Murley ej klart
- Damien Fleury till Södertälje SK
- Elias Granath till Djurgården Hockey
- Martin Røymark till Färjestad BK
- Aleksis Ahlqvist till Iisalmen Peli-Karhut

### Lämnar under säsongen
- Nils Bäckström till AIK Hockey

## Växjö Lakers

### Nyförvärv
- Niclas Lundgren från Västerås Hockey
- Kristofer Berglund från Färjestad BK
- Alexander Johansson från Rögle BK
- Tim Heed från Malmö Redhawks
- Noah Welch från HV71
- Fredrik Norrena från Linköpings HC
- Robert Rosén från AIK Hockey
- Petr Vampola från Genève-Servette Hockey Club
- Mattias Modig från Wilkes-Barre/Scranton Penguins

### Nyförvärv under säsongen
- Miikka Männikkö från Tappara (lån)
- Kalle Kaijomaa från Tappara
- Jan Hlaváč från HC Rabat Kladno
- David Åslin från IF Troja-Ljungby
- Ryan Lasch från Norfolk Admirals

### Lämnar
- Per Hållberg till Västerås Hockey
- Oscar Alsenfelt till Modo Hockey
- Anders Eriksson till Örebro Hockey
- Ilkka Heikkinen till HC Lugano
- Johan Jonsson till Södertälje SK
- Karel Pilar till HK Donbass
- Martin Gerber till Rögle BK
- Nils Andersson till Djurgården Hockey
- Mike Iggulden till Rögle BK
- Peter Ölvecký till HC Slovan Bratislava
- Josh Soares till Vienna Capitals
- Per Hållberg till Asplöven HC
- Tomáš Netík till HC Bílí Tygři Liberec

### Lämnar under säsongen
- Mattias Modig till Karlskrona HK (lån)
- Tim Heed till Västerås Hockey (lån)
- Petr Vampola till HC Plzeň 1929
- Brad Moran till SaiPa